# (31560) 1999 EQ14
1999 EQ14 (asteroide 31560) é um asteroide da cintura principal. Possui uma excentricidade de 0.18686720 e uma inclinação de 9.12159º.
Este asteroide foi descoberto no dia 11 de março de 1999 por Spacewatch em Kitt Peak.